# Романов, Роман Евгеньевич
Романов Роман Евгеньевич (родился 28 марта 2003 года) — российский футболист, полузащитник.

## Биография
Родился 28 марта 2003 года. В 2017 году сыграл две игры (против «Химок» и «Рубина») за команду московского «Спартака» 2003 года рождения. В каждом из матчей отличался голами. Затем в 2018 году перешёл в «Ростов». 19 июня 2020 года, в связи со вспышкой коронавирусной инфекции в клубе, был заявлен на первый матч премьер-лиги после перерыва, вызванного карантином, против «Сочи». На 52-й секунде матча открыл счёт, ставшим единственным для «Ростова» в той игре, закончившейся со счётом 1:10; в этом матче был обновлены рекорды чемпионатов России по самой крупной победе и по самому результативному матчу. Позднее играл за молодёжный состав клуба в Юношеской футбольной лиге. За команду провёл 47 игр, где забил 2 мяча.
13 июля 2022 года перешёл в «Форте». Дебют за клуб состоялся 14 августа в 4-м туре первой группы Второй лиги против «Алании-2», выйдя на замену на 81-й минуте вместо Шамиля Саадуева. 8 апреля 2023 года, выйдя на 82-й минуте вместо Никиты Муромского, в матче против «Ессентуков» забил последний гол на 92-й минуте матча, завершившегося со счётом 15:0 в пользу «Форте»; этот результат обновил рекорд первых трёх дивизионов, установленный 18 мая 2001 года, когда «Краснодар-2000» разгромил «Локомотив-Тайм» со счётом 16:1, а также стал последним пропущенным мячом в истории «Ессентуков». В 2023 году выступал за СКА Ростов-на-Дону.
С апреля 2024 года является игроком клуба «Заря Луганск», в сезоне 2025 выступающего в Третьей лиге.